# Musée d'histoire locale de Marchiennes
Le musée de Marchiennes est un musée d'histoire locale situé dans l'ancienne prison de l'abbaye de Marchiennes et entretenu par l'association Les Amis de Marchiennes.  

## Collections
- Plans relief de 1791